# Muschelkalk
Le Muschelkalk (« calcaire coquiller » en allemand) est l'unité lithostratigraphique intermédiaire du Trias germanique, supergroupe géologique du Mésozoïque inférieur d’Europe centrale au nord des Alpes. Il couvre partiellement le Trias moyen (de l'Anisien au Ladinien soit d'environ -235 Ma à -245 Ma). Nommé par le géologue allemand Georg Christian Füchsel (1722-1773) en 1761, il est précédé du Buntsandstein et le Keuper lui succède.
Les trois subdivisions du Trias germanique ont longtemps été perçues comme une succession chronologique ou chaque membre était  assimilé aux trias inférieur (pour le Buntsandstein), moyen (pour le Muschelkalk) et supérieur (pour le Keuper). Cette conception a été abandonnée depuis que des recherches ont montré que le début et la fin des différentes unités lithostratigraphiques individuelles varient d’une région à l’autre et ne correspondent pas aux limites des séries du Trias.

## Contexte général

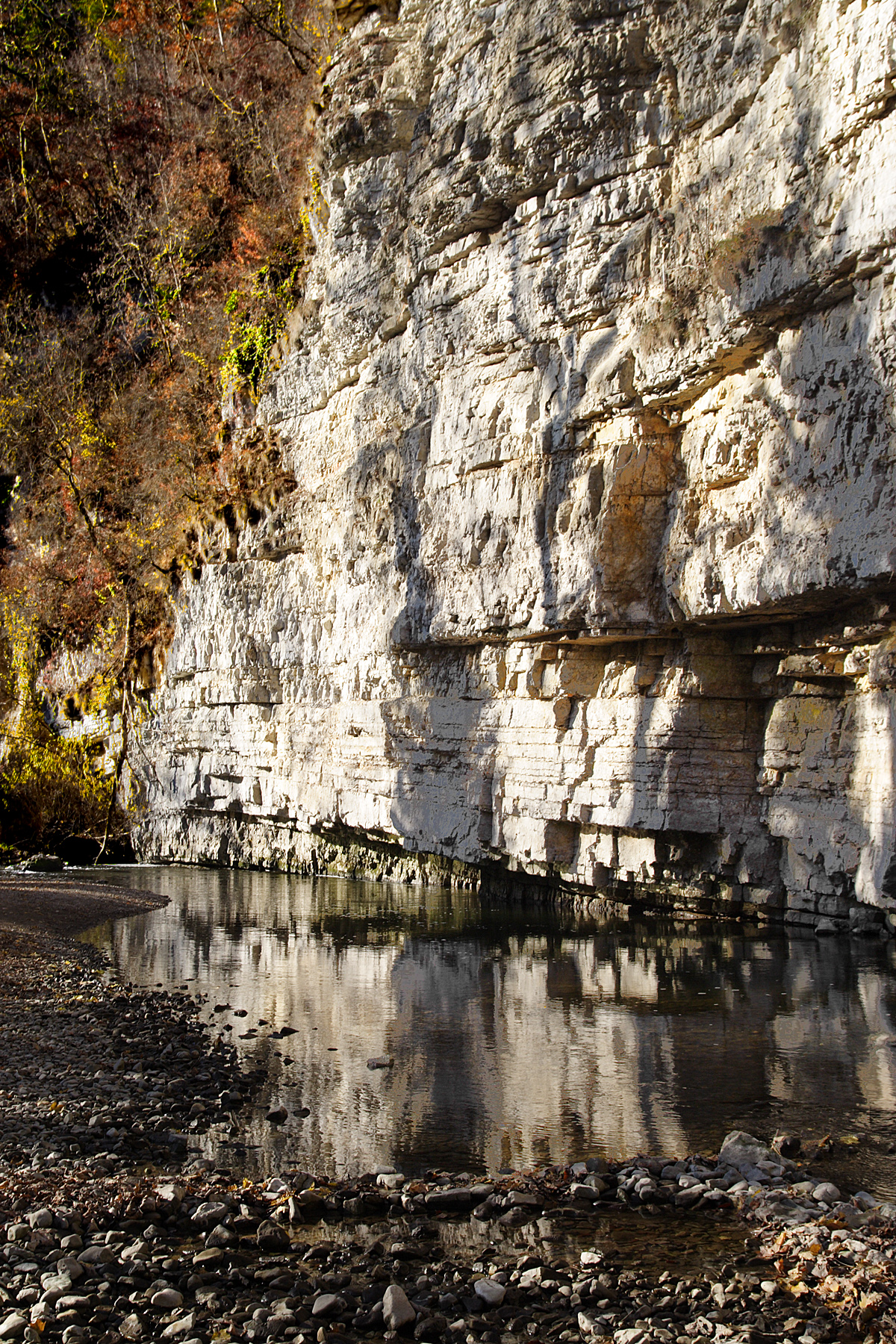
Affleurement du Muschelkalk supérieur dans les gorges de Wutach dans la Forêt-Noire

Durant le Trias, d'épaisses séries sédimentaires se déposent dans le bassin germanique qui recouvre alors une grande partie de l'Europe centrale, de la mer du Nord et de la mer Baltique. Trois faciès y sont majoritairement présents et définissent les trois membres du Trias germanique:
- Le Muschelkalk avec un faciès majoritairement marin,
- Le Buntsandstein et le Keuper, majoritairement continentaux.

## Dénomination
Le nom remonte à Georg Christian Füchsel, qui l'utilise pour la première fois en 1761. En 1834, Friedrich August von Alberti introduisit le système triasique. À cette époque, « Muschelkalk » est déjà un terme bien établi, divisé en Muschelkalk inférieur, groupe d'anhydrite et Muschelkalk supérieur. Au fur et à mesure des recherches sur le groupe, celui-ci a été subdivisé en sections de plus en plus détaillées. Depuis les années 1990, le Muschelkalk est divisé en formations lithostratigraphiques dont les limites inférieures et la répartition sont définies.

## Stratigraphie

### Description
Le Muschelkalk peut atteindre une épaisseur de 100 mètres et se divise en trois sous-ensembles. Les parties supérieure et inférieure sont principalement constituées de calcaires en fines strates alternant avec des marnes verdâtres à grises, tandis que la partie médiane est dominée par des marnes gypsifères et salifères associées à de la dolomie. Des stylolithes sont couramment observés dans tous les calcaires du Muschelkalk.
Le statut lithostratigraphique du Muschelkalk varie selon les régions. En Allemagne, il est considéré comme un groupe, tandis qu’aux Pays-Bas, il est défini comme une formation.

#### En Allemagne

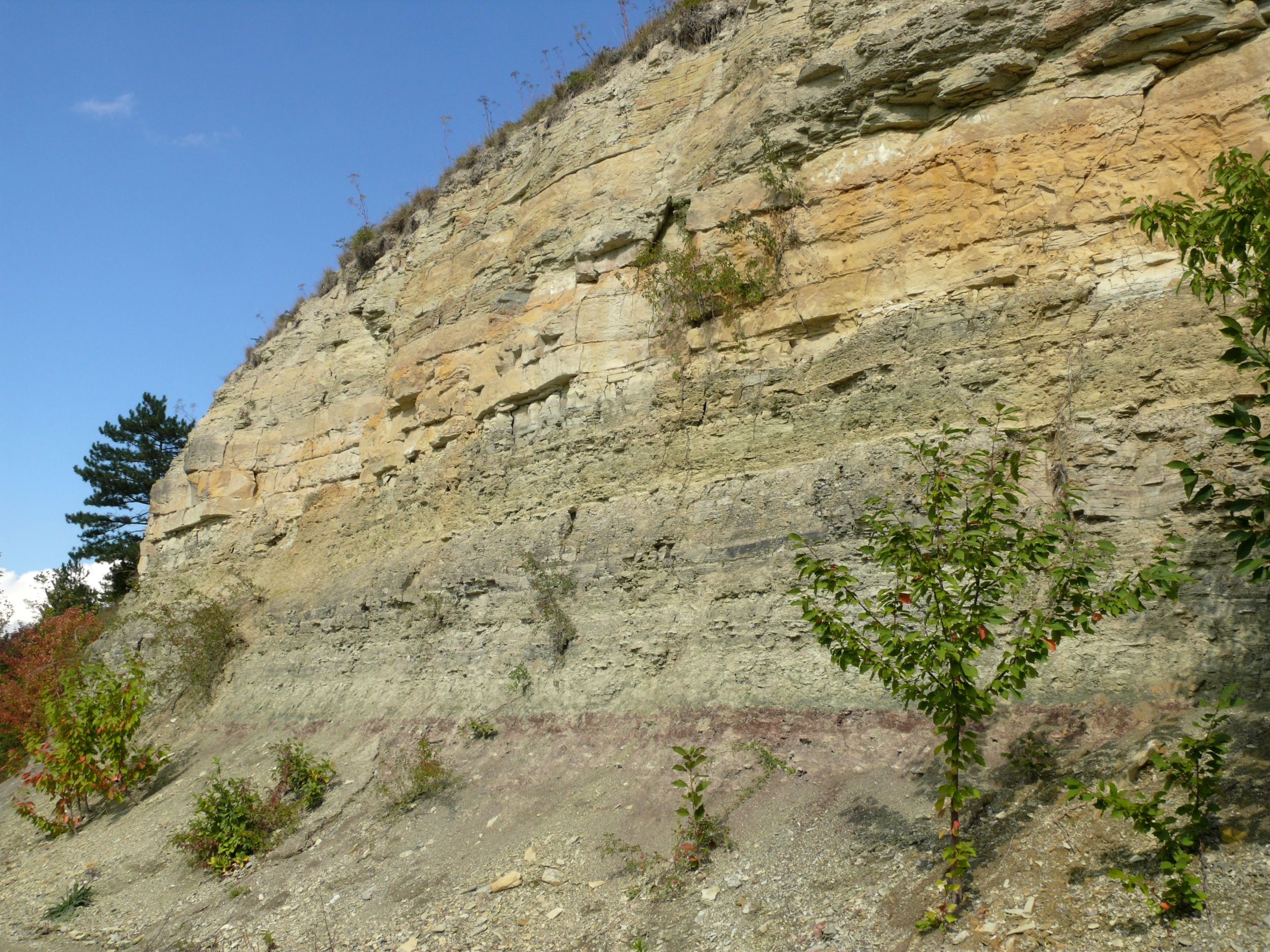
Transition entre le Buntsandstein et le Muschelkalk ici composé de Grenzgelbkalk au faciès jaune (affleurement de Kallmuth près de).

Le Muschelkalk allemand est subdivisé en trois sous-groupes : inférieur, moyen et supérieur.
Le Muschelkalk inférieur est principalement composé de calcaires, marnes calcaires et marnes argileuses, avec des lits localement constitués de calcaire poreux appelé Schaumkalk et des couches d’oolithes. Il est divisé en cinq formations : Jena, Rüdersdorf, Udelfangen, Freudenstadt et Eschenbach. En raison de sa stratification ondulée, il est parfois appelé Wellenkalk (« craie ondulée »). Dans certaines régions (Sarre, Alsace et nord de l’Eifel), il présente des couches plus sableuses appelées Muschelsandstein (« grès à moules »).
Le Muschelkalk moyen est aussi connu sous le nom de « groupe de l’Anhydrite », il est dominé par des évaporites (gypse, anhydrite et halite) et comprend trois formations : Karlstadt, Heilbronn et Diemel. Aux marges du bassin germanique, les faciès sédimentaires diffèrent et sont regroupés sous la formation de Grafenwöhr, qui se prolonge jusqu’au Muschelkalk supérieur. L’altération du Muschelkalk moyen peut produire une dolomie cellulaire (Zellendolomit).
Le Muschelkalk supérieur a une composition similaire à celle du Muschelkalk inférieur, avec des calcaires coquilliers, des marnes et de la dolomie, répartis en six formations : Trochitenkalk, Meißner, Irrel, Gilsdorf et Warburg. La partie inférieure (Trochitenkalk) est essentiellement constituée de fragments de tiges du crinoïde (Encrinus liliiformis). Plus haut, on trouve des couches renfermant des ammonites (Ceratites compressus, Ceratites nodosus et Ceratites semipartitus). Dans le Wurtemberg et la Franconie, les niveaux supérieurs sont constitués de dolomies feuilletées contenant Tringonodus sandergensis et des crustacés du genre Bairdia.

#### En Suisse
Le Muschelkalk supérieur suisse, bien que peu étudié, représente les dépôts les plus méridionaux du Bassin d'Europe centrale. Il s'est formé dans un environnement de rampe carbonatée homocline dominé par les tempêtes, au cours d'un cycle transgressif-régressif de 3ᵉ ordre. 12 lithofaciès ont été identifiés regroupés en huit associations et organisés en cycles orbitaux courts (5ᵉ ordre). Lors de la transgression, des biohermes crinoïdiens se  développent, suivis d’environnements de rampe profonde. Par la suite, des tempestites se déposent avant et après le maximum de l’inondation marine. Ces dépôts indiquent un environnement ouvert de rampe intermédiaire pendant une grande partie de la sédimentation. Avec la régression, les dépôts de rampe intermédiaire ont évolué vers des bancs coquilliers en progradaison, protégeant un lagon interne parsemé de bancs oolitiques. À la fin du Muschelkalk supérieur, les sédiments lagunaires laissent place à des facies de sabkha côtière, eux-mêmes recouverts par des bancs oolitiques lors d'une nouvelle transgression. Peu après, l’ensemble est dolomitisé par des saumures issues d’un environnement hypersalin surmontant la formation, avant d’être érodé à l’échelle du bassin.
Contrairement au Muschelkalk supérieur du sud de l’Allemagne, la Suisse présente peu de facies poreux de hauts-fonds, ce qui limite fortement son potentiel en tant que réservoir naturel pour le stockage du CO₂ et la production d’énergie géothermique.

### Contenu fossile
Les moules sont les fossiles les plus courants du Muschelkalk et inspirèrent son nom (« Muscheln » signifie moules). Leur abondance dans ces sédiments a permis aux paléontologues de reconstituer les écosystèmes marins du Trias. Les communautés fossiles du Muschelkalk se répartissent en trois grands groupes selon le type de sédiment : celles des fonds vaseux avec des organismes fouisseurs et filtreurs, celles des sables et calcaires avec des organismes similaires, et celles fixées sur des substrats solides avec des filtreurs sessiles. Certaines espèces, comme les Limidaes et les terquemias, forment de petites structures récifales grâce à leurs coquilles calcitiques, mieux conservées que celles des espèces fouisseuses à coquilles d’aragonite, souvent réduites à des noyaux pierreux.